# Segismundo Bermejo y Merelo
Segismundo Bermejo y Merelo (San Fernando, 9 de març de 1833 - Madrid, 2 de desembre de 1899) va ser un marí de guerra i polític espanyol.
Va ser nomenat ministre de Marina el 4 d'octubre de 1897. Sota el seu mandat es va produir el desastre naval de Cavite, després del qual va ser substituït per Ramón Auñón y Villalón, al maig de 1898. Es tractava d'un home que parlava diferents idiomes i que va exercir com a escriptor, amb obres en la seva haver-hi com la novel·la de ciència-ficció El doctor Juan Pérez o Faï, escrita en alemany.
Poaseïa la gran creu de l'Orde de Sant Hermenegild, la creu de l'Orde del Mèrit Naval, la creu de l'Orde d'Isabel la Catòlica, la creu de l'Orde de Carles III i la Reial de Prússia. Va morir el 2 de desembre de 1899, de matinada, i va ser enterrat l'endemà al cementiri de San Justo.
Va estar en contra de la tornada de Valerià Weyler a Espanya, perquè va creure que si hagués continuat a Cuba es podria haver evitat la independència de la colònia espanyola. Es va considerar que va tenir una perspectiva massa optimista o poc realista respecte de les possibilitats d'Espanya en un enfrontament contra els Estats Units en el conflicte del 98.